# イトヒメウズムシ
イトヒメウズムシ (Catenula lemnae) とは、小鎖状綱 イトヒメウズムシ科 イトヒメウズムシ属に属する自由生活性の扁形動物の一種。

## 概要
通常、鎖状に2個体から8個体連結し、全長1.0-5.0 mmであり、眼（光屈折器）を欠き、平衡器（statocyst）を持ち、頭部の長さは幅の2倍よりも小さく、頭部領域は1個体体積の半分程を占め、個体間の境界線が明瞭に見えることが本種の特徴である。日本においては、主として水田で見つかり、湛水期間後半の水稲株周辺に多く生息している。細菌からなるデトリタスを食べる。世界中に広く分布している。

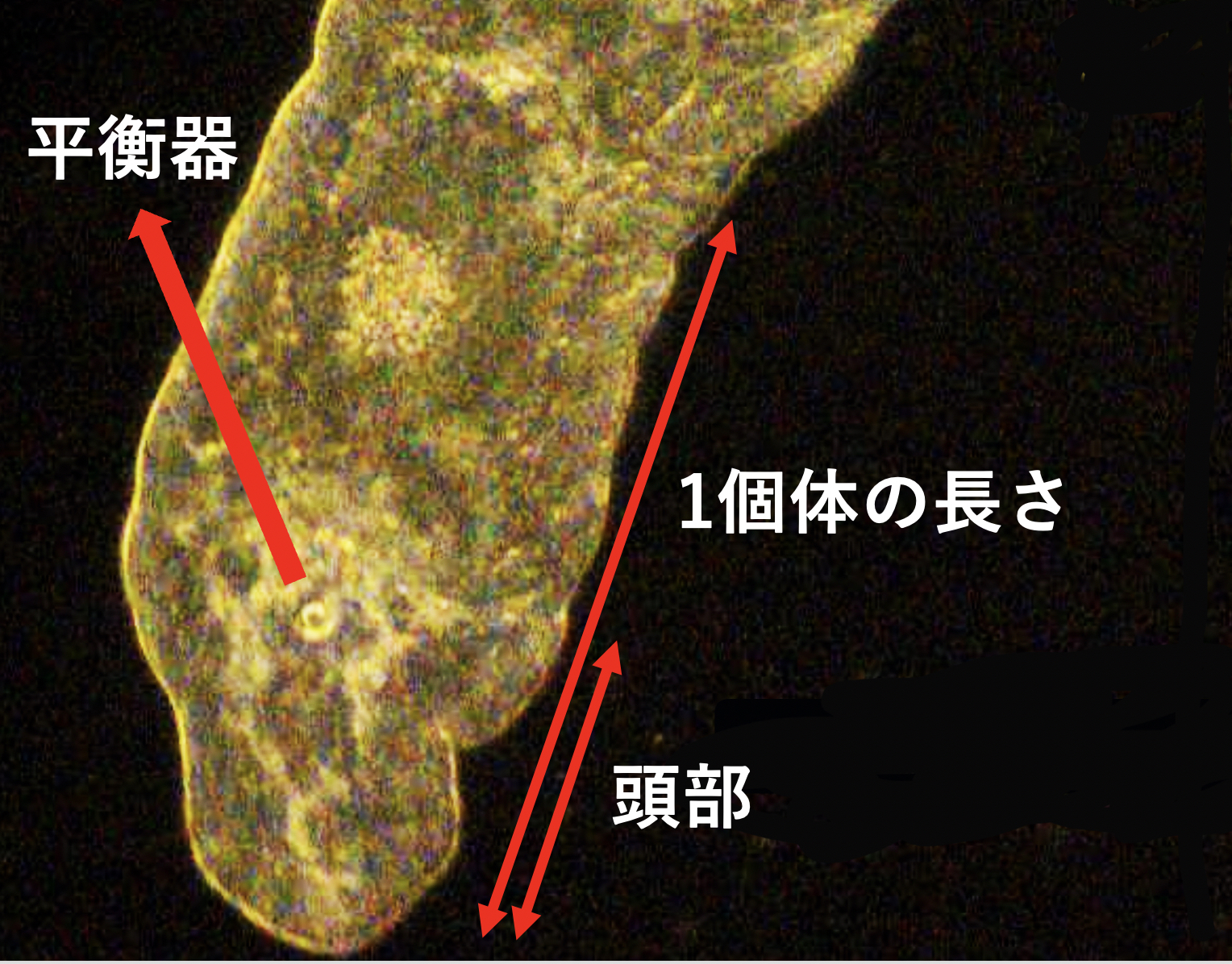
イトヒメウズムシの平衡器